# Юварлакия

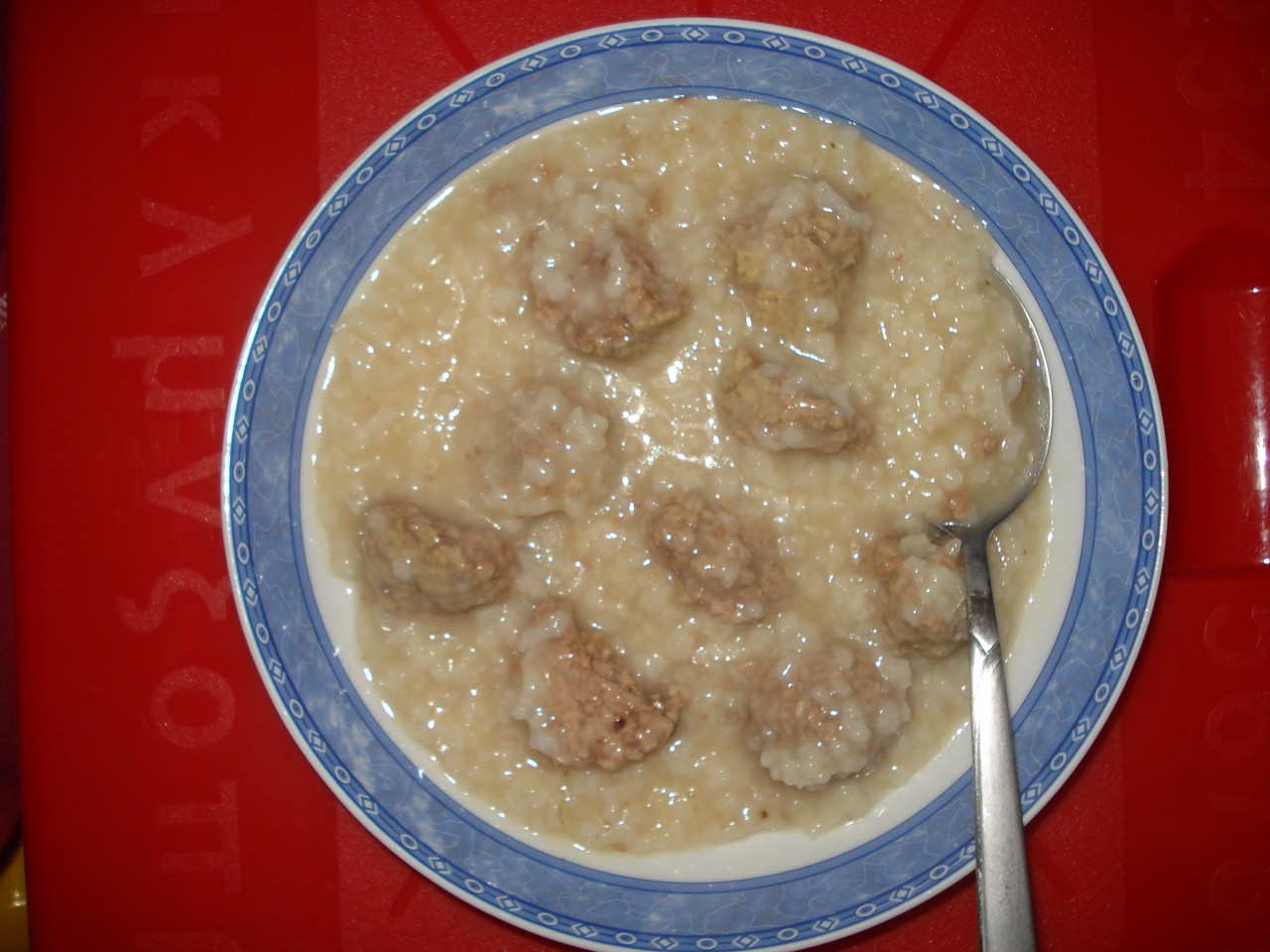
Юварлакия

Юварлакия (греч. Γιουβαρλάκια, от тур. yuvarlak «круглый») — это греческая фрикаделька (кефте κεφτέ), изготовленная из фарша для сармы и риса; это также блюдо из этих мясных шариков в томате или соусе авголемоно.